# Anthony Pesela
Anthony Pesela (født 9. juni 2002) er en sprinter fra Botswana, der har specialiseret sig i 400 meter. 
Han var guldvinder ved verdensmesterskaberne i atletik U20 i 2021.
Han repræsenterede Botswana under Sommer-OL 2024 i Paris på stafetholdet på 4 x 400 meter, som vandt sølv.